# المزاهر (العدين)

تعديل مصدري - تعديل

المزاهر محلة تابعة لقرية الجبل، التابعة لعزلة بني عبد الله بمديرية العدين إحدى مديريات محافظة إب في الجمهورية اليمنية، بلغ تعداد سكانها 50 حسب تعداد اليمن لعام 2004.